# Корольовський
Корольо́вський (рос. Королёвский) — селище у складі Тюменцевського району Алтайського краю, Росія. Адміністративний центр Корольовської сільської ради.

## Населення
Населення — 546 осіб (2010; 656 у 2002).
Національний склад (станом на 2002 рік):
- росіяни — 93 %